# Dlouhá míle
Dlouhá míle je šestidílný československý televizní seriál z roku 1991, natočený režisérem Jiřím Adamcem v roce 1989 podle scénáře Ivana Hejny.
Hlavním hrdinou seriálu je Ondřej Vesecký, běžec na 1500 m a československý reprezentant, který kolem třicátého roku věku zažívá útlum ve své výkonnosti, což s sebou nese nemalá úskalí i v osobním životě. Musí se utkat nejen se soupeři, ale i se závistí a nepřejícností některých lidí, kteří ho dříve plácali po ramenou. V cestě zpět na vrchol nalezne nečekané přátelství, které mu v jeho pouti významným způsobem pomůže.

## Obsazení
| Svatopluk Skopal    | Ondřej Vesecký                       |
| Jan Čenský          | Michal Klánský                       |
| Petr Čepek          | trenér Hanák                         |
| Radoslav Brzobohatý | trenér Brázda                        |
| Eliška Vitanovská   | Lenka Lasovská                       |
| Renata Mašková      | Alena Zárubová                       |
| Jan Potměšil        | Arnošt Klánský                       |
| Jana Mařasová       | Simona                               |
| Libor Baselides     | Petr Šíma                            |
| Josef Větrovec      | dědek Kučírek                        |
| Marek Vašut         | Honza Vychodil                       |
| Jana Švandová       | barmanka Markéta                     |
| Jan Teplý           | trenér Záruba                        |
| František Němec     | vedoucí reprezentace Cílek           |
| Petr Haničinec      | předseda trenérské rady Mareš        |
| Jiří Sequens ml.    | Eda Kvapil                           |
| Ľubica Mruškovičová | Kamila Málková                       |
| Vlastimil Fišar     | otec Vesecký                         |
| Marcela Martínková  | matka Vesecká                        |
| Jiří Vala           | předseda atletického svazu Hampl     |
| Petr Svárovský      | hostinský Beránek                    |
| Lubomír Kostelka    | štamgast Bláha                       |
| Vladimír Krška      | štamgast Svárovský                   |
| Karel Bělohradský   | štamgast Bezdíček                    |
| Vladimír Salač      | Karel Konečný, pán v černém klobouku |
| Hana Gregorová      | Šmídová                              |
| Adolf Kohuth        | Šmíd                                 |
| Václav Mareš        | otec Lasovský                        |
| Marie Durnová       | matka Lasovská                       |
| Michal Kňažko       | Matějka                              |
| Evelyna Steimarová  | masérka Jitka                        |
| Josef Vondráček     | Volráb                               |
| Jana Jiskrová       | Volrábová                            |

## Zajímavosti
- Svatopluk Skopal na roli Ondry Veseckého velmi tvrdě trénoval, většinou dvoufázově, někdy přidal i fázi třetí. Běhal až 50 kilometrů týdně, chodil do posilovny a shodil asi 10 kilogramů.
- Původně měl hlavní roli hrát Jan Čenský, ale tvůrcům se zdál na roli příliš mladý. Byl tedy obsazen do role Michala Klánského. Jan Čenský měl atletickou průpravu, v mládí závodně běhal za pražské Bohemians.
- Natáčení Memoriálu Evžena Rošického probíhalo v jeho skutečném průběhu. Tvůrci měli pouhých patnáct minut na natočení scén, zbytek bylo nutno dotvořit dodatečně, včetně komparsu na tribunách.[1]
- Většina záběrů z tréninku se natáčela v prostorách Stadionu Evžena Rošického na Strahově. Natáčelo se však i na Népstadionu v Budapešti a v hale v Jablonci.[2]
- Záběry, ve kterých opilý Vesecký "závodí" s tramvají č. 18, byly natáčeny v nuselských ulicích za plného provozu.
- Jedním z často se objevujících běžců byl vytrvalec a pozdější reprezentant Róbert Štefko.[3]
- Maratón v centru Prahy nebyl natáčen při skutečných závodech, všechny scény byly zinscenované, špalíry kolem trati tvořil kompars.
- Svatopluk Skopal pokračoval ještě patnáct let po skončení natáčení v pravidelném běžeckém tréninku.[4]
- Roli partnera masérky Jitky ztvárnil bývalý československý reprezentant ve vrhu koulí Jaroslav Brabec.